# Серринья (микрорегион)
Серринья (порт. Microrregião de Serrinha) — микрорегион в Бразилии, входит в штат Баия. Составная часть мезорегиона Северо-восток штата Баия. 
Население составляет 414 965 человек (на 2010 год). Площадь — 10 696,388 км². Плотность населения — 38,79 чел./км².

## Демография
Согласно сведениям, собранным в ходе переписи 2010 г. Национальным институтом географии и статистики (IBGE), население микрорегиона составляет:						
| Полное население                             | Полное население                             | Полное население                             | Полное население                             | 414 965 |
| -------------------------------------------- | -------------------------------------------- | -------------------------------------------- | -------------------------------------------- | ------- |
| в том числе:                                 | Городское население                          | 213 095                                      | Процент городского населения, %              | 51,35   |
|                                              | Сельское население                           | 201 870                                      | Процент сельского населения, %               | 48,65   |
|                                              | Мужское население                            | 206 078                                      | Процент мужского населения, %                | 49,66   |
|                                              | Женское население                            | 208 887                                      | Процент женского населения, %                | 50,34   |
| Плотность населения, чел/км²                 | Плотность населения, чел/км²                 | Плотность населения, чел/км²                 | Плотность населения, чел/км²                 | 38,79   |
| Население микрорегиона в % к населению штата | Население микрорегиона в % к населению штата | Население микрорегиона в % к населению штата | Население микрорегиона в % к населению штата | 2,96    |

## Статистика
- Валовой внутренний продукт на 2003 год составляет 849 155 941,00 реалов (данные: Бразильский институт географии и статистики).
- Валовой внутренний продукт на душу населения на 2003 год составляет 2227,85 реалов (данные: Бразильский институт географии и статистики).
- Индекс развития человеческого потенциала на 2000 год составляет 0,603 (данные: Программа развития ООН).

## Состав микрорегиона
В составе микрорегиона включены следующие муниципалитеты:
1. Араси
2. Баррокас
3. Биритинга
4. Кандеал
5. Капела-ду-Алту-Алегри
6. Консейсан-ду-Койте
7. Гавиан
8. Ишу
9. Ламаран
10. Нова-Фатима
11. Пе-ди-Серра
12. Ретироландия
13. Риашан-ду-Жакуипи
14. Санталус
15. Серринья
16. Сан-Домингус
17. Теофиландия
18. Валенти